# Mary Meyers
Mary Meyers (später Miriam Meyers Rothstein; * 10. Februar 1946 in Saint Paul, Minnesota; † 21. März 2024) war eine US-amerikanische Eisschnellläuferin. Sie gewann die Silbermedaille über 500 Meter bei den Olympischen Winterspielen 1968.

## Werdegang
Meyers wuchs mit mehreren Schwestern auf. In den späten 1960er-Jahren war sie eine der weltweit führenden 500-Meter-Sprinterinnen. Auf dieser Strecke lief sie bei der Mehrkampf-WM 1967 in 46,0 Sekunden die schnellste Zeit vor ihrer Teamkollegin Dianne Holum sowie Irina Jegorowa aus der Sowjetunion. Im WM-Gesamtklassement belegte sie den 13. Rang. Sie qualifizierte sich für die Olympischen Winterspiele 1968 in Grenoble und gewann dort mit einer Zeit von 46,3 Sekunden die Silbermedaille hinter Ljudmila Titowa. Mit Dianne Holum und Jenny Fish liefen zwei weitere US-Amerikanerinnen die gleiche Zeit wie Meyers, sodass die drei Sportlerinnen jeweils eine Silbermedaille gewannen.
Nach den Olympischen Spielen 1968 beendete Meyers ihre aktive Laufbahn und heiratete Ende der 1960er-Jahre zum ersten Mal. Sie blieb dem Sport nach ihrem Karriereende als Trainerin verbunden und engagierte sich in der Förderung von Eisschnelllaufanfängern. Im Mai 1980 wurde sie in die National Speedskating Hall of Fame aufgenommen.
Meyers änderte ihren Vornamen in Miriam und nahm den Nachnamen ihres zweiten Ehemannes Rothstein an. Gemeinsam mit ihrer Schwester reiste sie 2018 nach Luxemburg – das Herkunftsland ihres Großvaters – und erwarb die luxemburgische Staatsangehörigkeit. Der Privatsender RTL Télé Lëtzebuerg ordnete Meyers Rothstein in einem Bericht 2020 in die Reihe der erfolgreichsten Olympiasportler Luxemburgs ein.
Meyers Rothstein starb mit 78 Jahren im März 2024.